# Cricket España
La Cricket España (en: Cricket Spain) es el organismo rector oficial del críquet en España.
Fundada en 1992, legalmente es una asociación privada de utilidad pública. Su sede se encuentra en Alicante, cerca de Valencia, en la costa mediterránea.
Representante nacional está afiliada al Consejo Internacional de Críquet y desde 1992 miembro asociado del ICC. También es miembro del European Cricket Council.